# Kolbenturnier

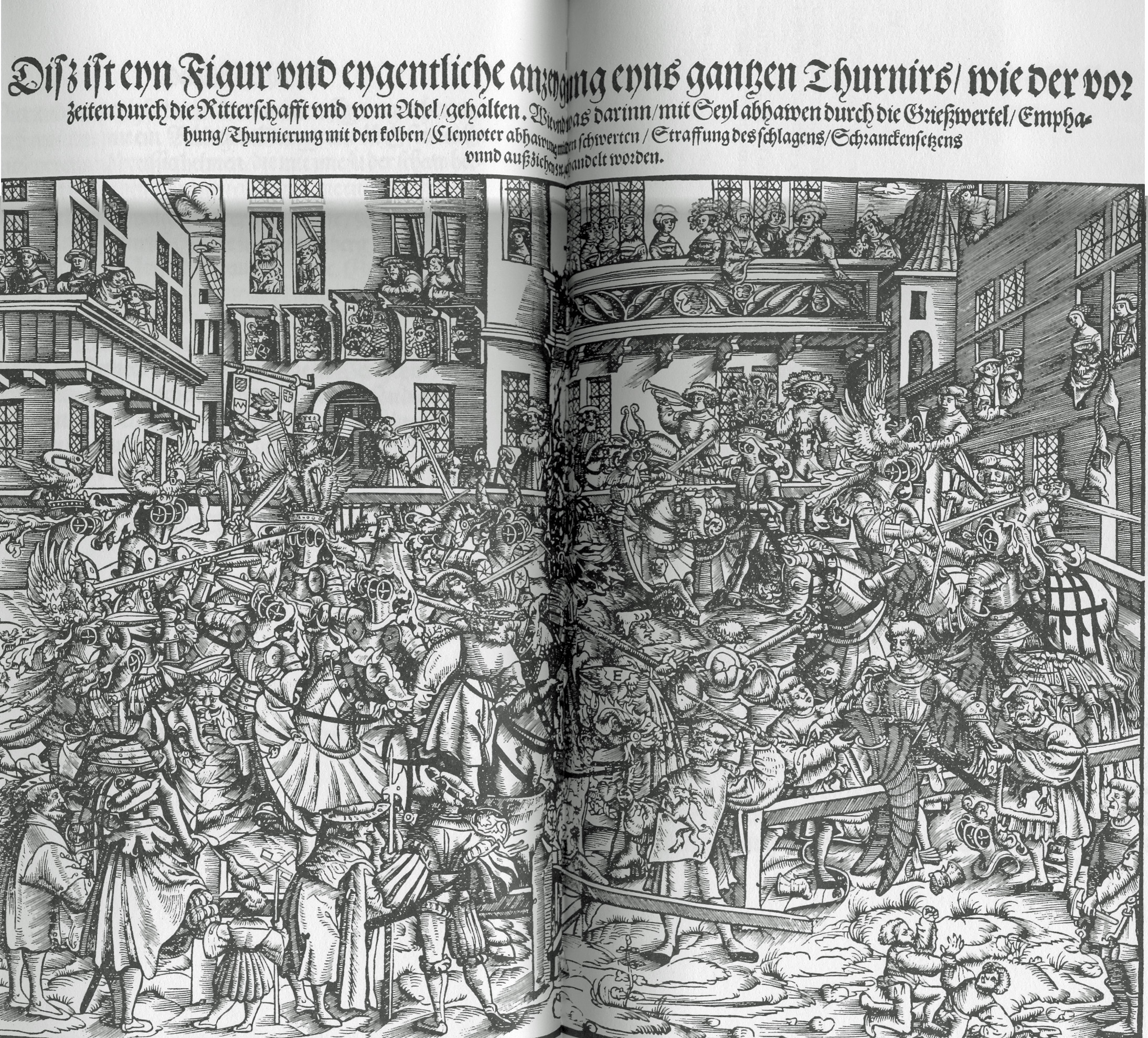
Kolbenturnier (Georg Rüxners ThurnierBuch - Von Anfang, Vrsachen, vrsprung, vnd herkommen der Thurnier im heyligen Römischen Reich Teutscher Nation von 1530)

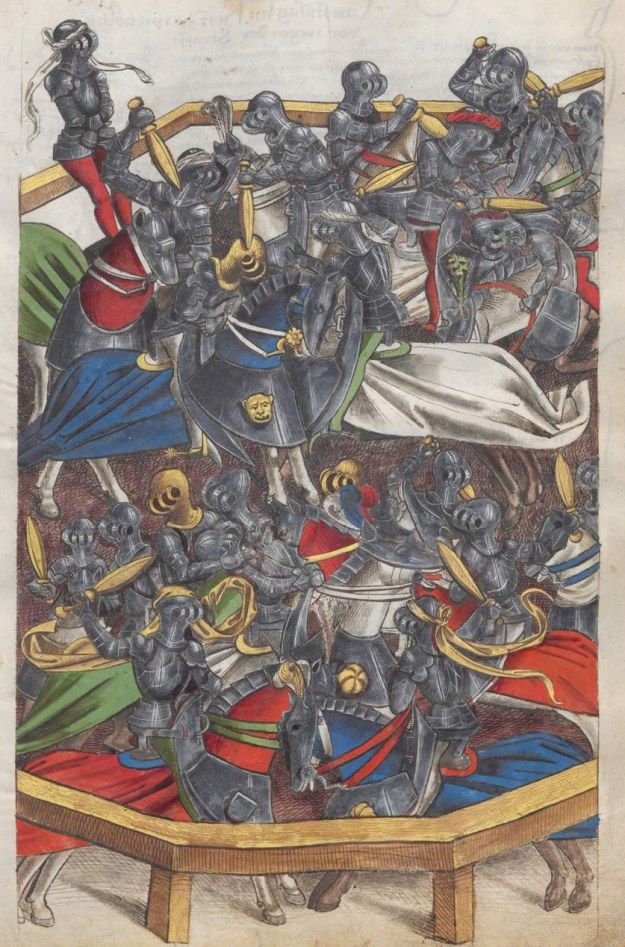
Kolbenturnier (Wappenbuch Conrads von Grünenberg, ca. 1480)

Das Kolbenturnier ist ein spätmittelalterliches Turnier bei dem zwei Ritter mit hölzernen Streitkolben, dreschflegelartigen Schlagwaffen oder stumpfen Schwertern die Helmzier des Gegners abschlagen mussten. Es wurden aber auch große Kolbenturniere abgehalten, ähnlich dem Buhurt, dann erfolgte die Aufteilung der Teilnehmer in zwei Parteien, welche anschließend das Turnier ausfochten. Dabei fochten bis zu 200–300 Teilnehmer, wie in einer Schlacht, nur zwischen Schranken (wie beispielsweise bei den Vier-Lande-Turnieren). Es konnte eine zweite Phase mit stumpfen Schwertern folgen, oder auch Einzelstechen mit der Lanze. Da das Kolbenturnier als die ranghöhere, standesgemäße Veranstaltung angesehen wurde, bildete sich in der Heraldik die Differenzierung zwischen adeligem Kolbenturnierhelm (in der Heraldik auch Bügel- oder Spangenhelm genannt, allerdings nicht mit diesen historischen Helmtypen identisch) und bürgerlichem Stechhelm heraus. Ausgefochten wurden diese Turniere in speziellen Plattenpanzern, den gelochten Brustpanzer und Kolbenturnierhelmen, die mit einem nicht beweglichen Gittervisier ein weites Blickfeld garantierten. Stöße und Schläge waren nur oberhalb des Sattels erlaubt, da nur der Oberkörper durch einen Plattenharnisch gedeckt war. Lösegeld für einen unterlegenen Kämpfer konnte nicht nach Belieben verlangt werden, es war vor dem Turnier ausgehandelt worden.
Das letzte bedeutende Kolbenturnier wurde am Ende der Vier-Lande-Turniere 1487 in Worms ausgetragen.

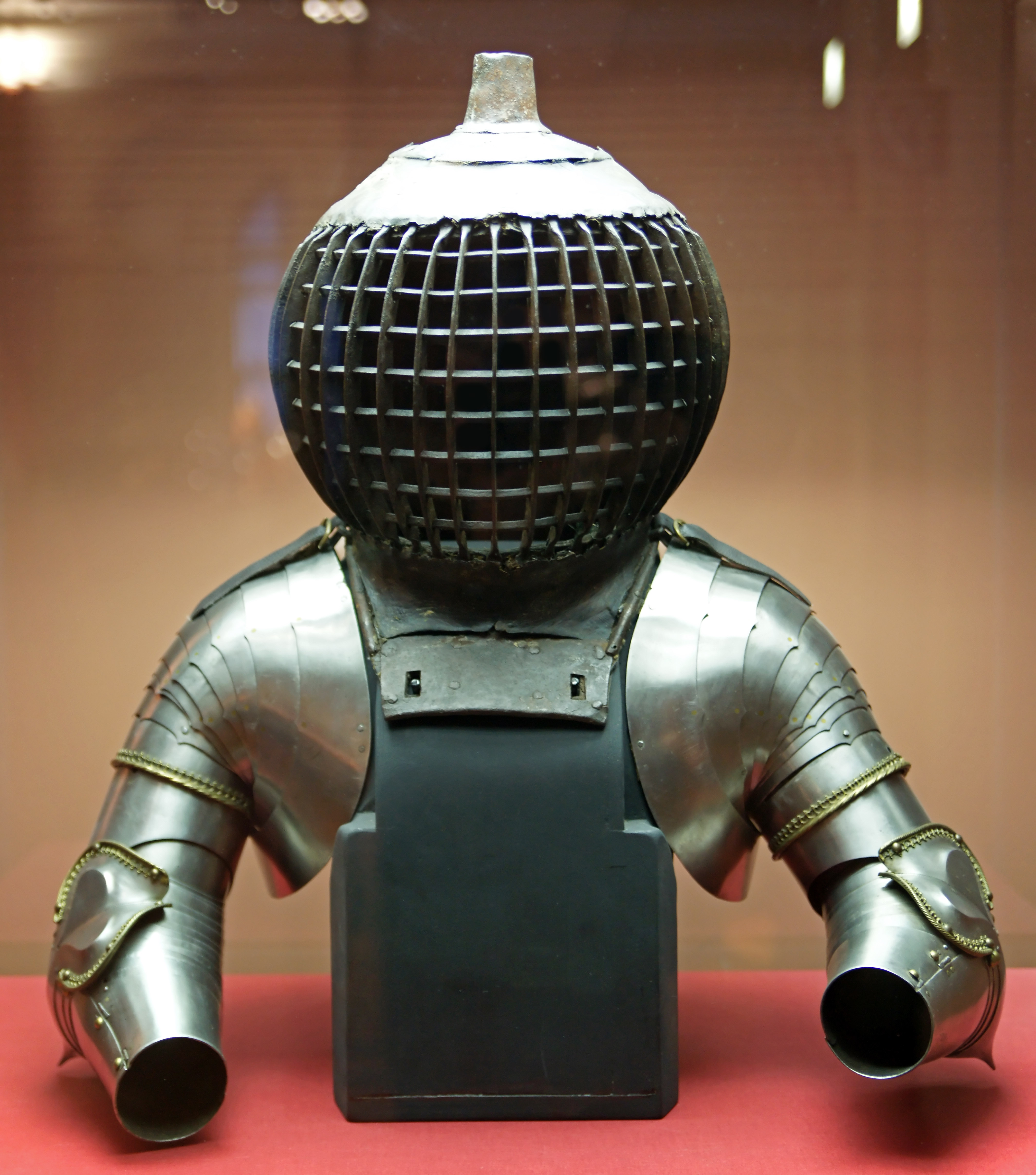
Kolbenturnierrüstung der 1480er Jahre
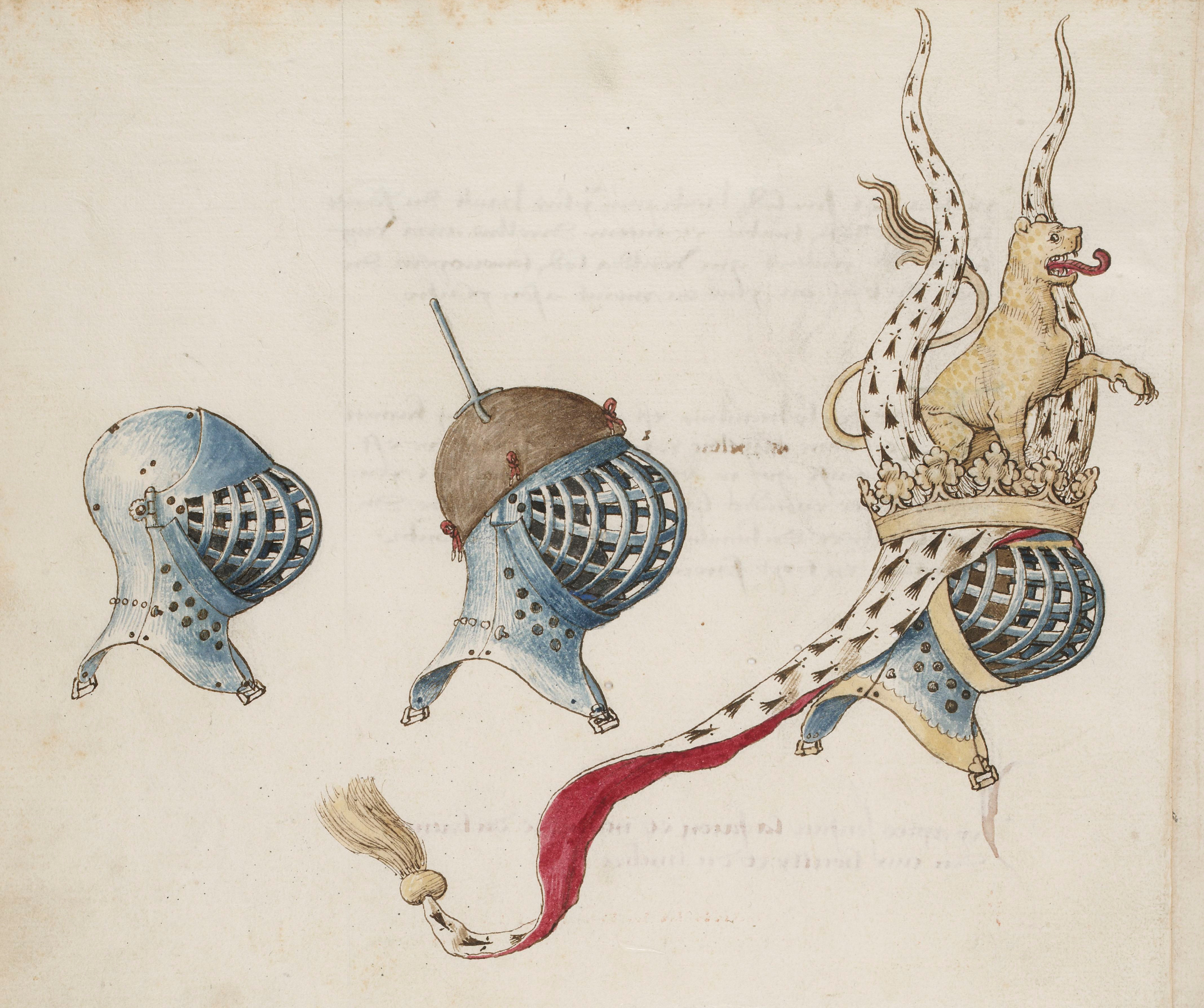
Historische Darstellung eines Kolbenturnierhelms des 15. Jahrhunderts von Barthélemy d’Eyck
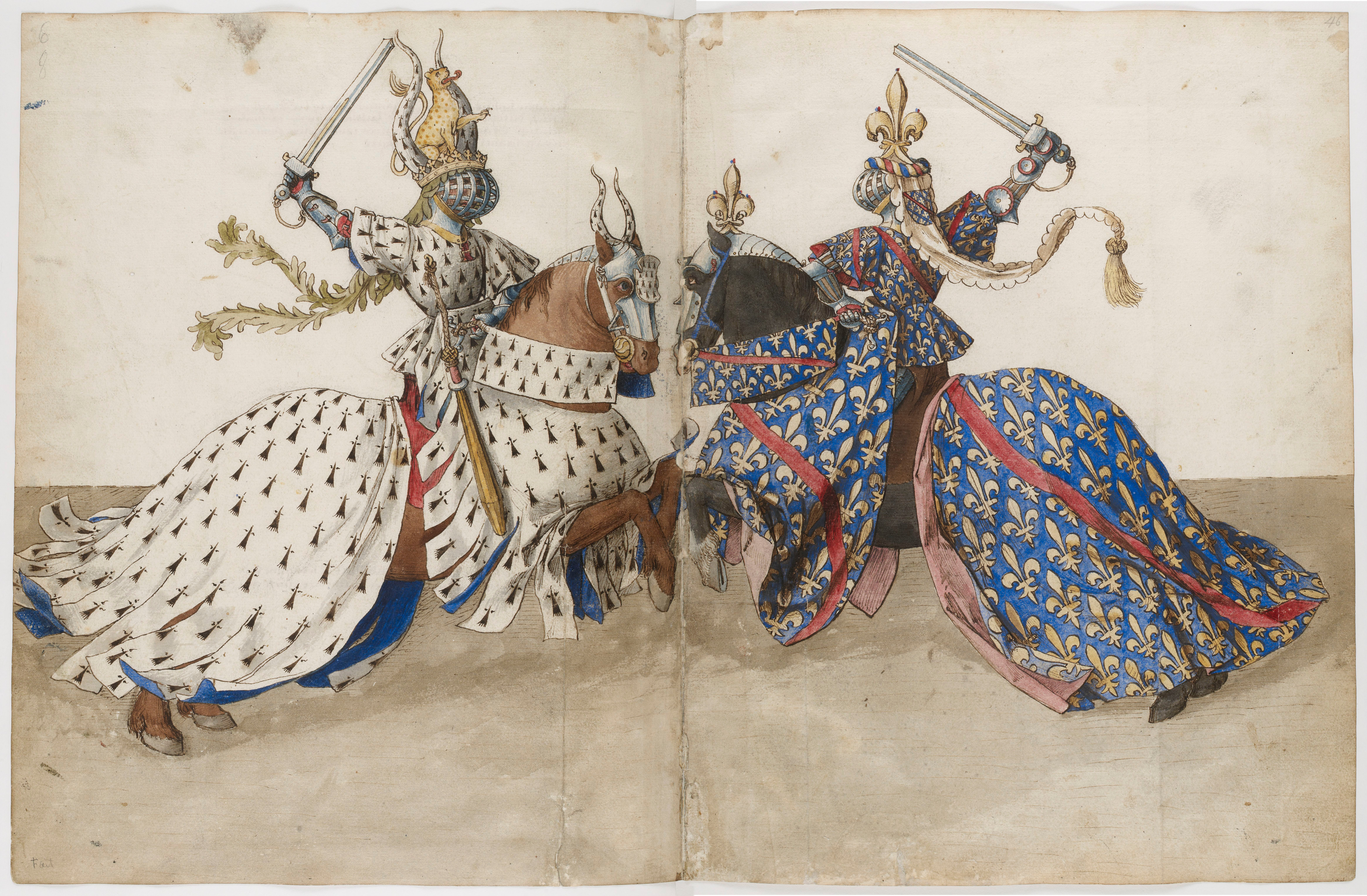
Ritter während eines Kolbenturniers
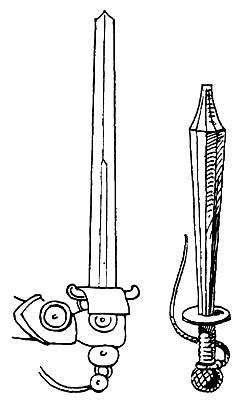
Stumpfes Schwert und Kolben für das Kolbenturnier
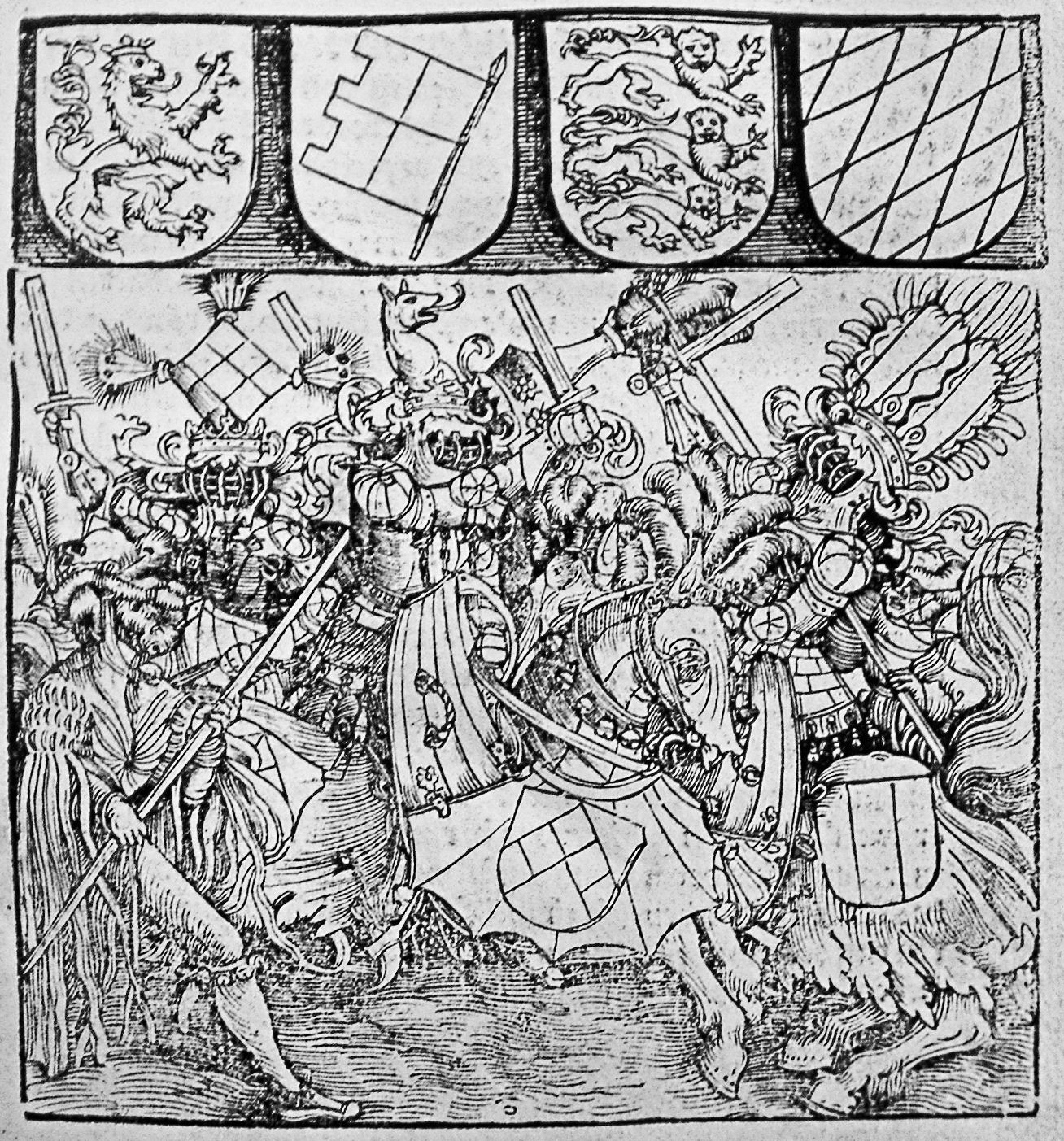
Kolbenturnier (Turnierbuch von Marx Würsung, 1518)